# Enith Brigitha
Enith Sijtje Maria Brigitha, född 15 april 1955 i Willemstad i Curaçao, är en nederländsk före detta simmare.
Brigitha blev olympisk bronsmedaljör på 100 meter frisim vid sommarspelen 1976 i Montréal.